# Ligne Nankai Kada
La ligne Nankai Kada (南海加太線, Nankai Kada-sen) est une ligne ferroviaire du réseau Nankai à Wakayama, dans la préfecture du même nom au Japon. Elle relie la gare de Kinokawa à celle de Kada. C'est une branche de la ligne principale Nankai.

## Histoire
La ligne est ouverte par les chemins de fer légers Kada le 16 juin 1912, qui est absorbée par la Nankai en 1944.

## Caractéristiques

### Ligne
- Longueur : 9,6 km
- Ecartement : 1 067 mm
- Alimentation : 1 500 V par caténaire
- Nombre de voies : Voie unique

### Interconnexion
A Kinokawa, tous les trains continuent sur la ligne principale Nankai jusqu'à la gare de Wakayamashi.

### Liste des gares
| Numéro | Gare           | Nom japonais | Distance (km) | Correspondances                  | Localisation |
| ------ | -------------- | ------------ | ------------- | -------------------------------- | ------------ |
| NK44   | Kinokawa       | 紀ノ川       | 0             | Nankai : Nankai (interconnexion) | Wakayama     |
| NK44-1 | Higashi-Matsue | 東松江       | 2,6           |                                  | Wakayama     |
| NK44-2 | Nakamatsue     | 中松江       | 3,3           |                                  | Wakayama     |
| NK44-3 | Hachimanmae    | 八幡前       | 4,4           |                                  | Wakayama     |
| NK44-4 | Nishinoshō     | 西ノ庄       | 5,5           |                                  | Wakayama     |
| NK44-5 | Nirigahama     | 二里ヶ浜     | 6,2           |                                  | Wakayama     |
| NK44-6 | Isonoura       | 磯ノ浦       | 7,1           |                                  | Wakayama     |
| NK44-7 | Kada           | 加太         | 9,6           |                                  | Wakayama     |